# 王小峰
王小峰（真名王晓峰，笔名王小峰，网名带三个表，人稱三表哥），乐评人，前三联生活周刊文化记者、主笔，知名博客写手。
王小峰的博客原名“按摩乳”，後更名為“不许联想”，多寫音樂评论、访谈、随笔等文章。
1989年开始发表音乐评论，迄今为止在内地、香港和日本各类报刊上发表音乐类评论、访谈、随笔等文章近60余万字。已出版：《不是我点的火》《欧美流行音乐指南》《不许联想》《文化@私生活》、《沿着瞭望塔》、《答案从未在风中飘过》等著述。
1992年：在《音像世界》连载《对话摇滚乐》
1993年：《音乐生活报》编辑、记者；
1994年：北京影音出版社企划宣传；
1994年—1995年：兼职《音像世界》杂志驻北京编辑；
1995—1997年：《中国百老汇》杂志社担任编辑；在MTV北京办事处兼职编辑；
1999年：出版西方流行音乐的百科全书《欧美流行音乐指南》；
2003年：出版音乐评论集《不是我点的火》；
拍摄电影：《小强历险记》《十面埋妇》《你丫真狠》《衰鸟向前冲》；
曾任《三联生活周刊》主笔。
王小峰同时是一位知名的业余电影人士，他从2006年开始以每年一部的速度拍摄独立电影，分别是《小强历险记》及《十面埋妇》
2008年拍摄的《你丫真狠》也已开始试映。
2013年6月21日发文 《Beyond：撒了一点人文佐料的心灵鸡汤》 （页面存档备份，存于）评价了beyond的音乐，称“从大众文化中寻找心灵慰藉是70后有别于60后的特征。80后没什么心灵，所以也无所谓鸡汤。90后无所谓心灵鸡汤，只要不是白开水就行”，并指香港“作为一个曾经的殖民地，从一个渔村演变成一座大都市，香港没有像上海那样形成一个属于自己特色的文化氛围……那就是它只有通俗文化。而另一方面，香港作为殖民地，它始终生存在一个没有归属感的状态下，在文化上没有归属感的体现是，一方面它可以不用选择去接受外来事物，在流行音乐方面，他们最初就是唱英文歌；另一方面，这种没有归属感带来的不安又让他们试图去寻找一种精神家园，所以香港的武侠文化为什么如此发达，实际上就是在殖民文化中寻找一种爱国自尊的心理平衡”，引发争议。
2005年，王小峰的一篇博文《新浪搜狐博客无间道》在中國網路上走紅，其火熱程度甚至讓他的博客“按摩乳”成了2005年德国之声中文博客大奖得主。